# Groblje pri Prekopi
Groblje pri Prekopi – wieś w Słowenii, w gminie Šentjernej. W 2018 roku liczyła 201 mieszkańców.